# Portret moža z rimsko medaljo
Portret moža z rimsko medaljo je slika staronizozemskega umetnika Hansa Memlinga iz okoli leta  1480 in jo hranijo v Kraljevem muzeju likovnih umetnosti v Antwerpnu v Belgiji.

## Okolje
Portretna umetnost je bila posebnost Hansa Memlinga. Ta umetnik iz Sellingenstadta blizu Frankfurta ob Majni je bil v drugi polovici 15. stoletja aktiven v Bruggeu in je veljal za enega najbolj iskanih umetnikov svojega časa. Verjetno se je slikarskega poklica naučil pri bruseljskem mojstru Rogierju van der Weydnu. Morda je ostal v Bruslju do smrti svojega učitelja leta 1464, ker se je leto kasneje, leta 1465, registriral kot meščan v Bruggeu. Šele leta 1476 se je pridružil brugškemu cehu svetega Luke in dal portretnemu slikarstvu nov zagon 
Memling je bil še posebej priljubljen med italijanskimi trgovci, saj je na svojih slikah uspel doseči življenjsko kakovost, ki ji ni para v tradicionalnih italijanskih portretih. Upodobil je osebo na sliki rahlo zasukano, za razliko od običajnih portretov v Italiji. Poleg tega je Memling svoj model pogosto postavljal pred pokrajino s figurami, kot so konjeniki in labodi, kar je cenila tudi njegova italijanska stranka. Takrat so bili labodi simboli vrline, učenja in poezije. Njegovi inovativni portreti so imeli velik vpliv tudi na njegove kolege v Italiji.

## Opis
Hans Memling je naslikal moškega srednjih let s tričetrtinskega profila s poudarkom na podrobnostih, značilnih za flamsko slikarstvo. Njegov zasanjani pogled pritegne pozornost gledalca. Neposredno ne gleda na gledalca, kar je edinstveno v Memlingovem portretnem delu. Moški je zasanjan, vase zazrt in nima stika z zunanjim svetom. Z levo roko kaže rimski kovanec, natančneje sesterc, ki je bil kovan pod vodstvom cesarja Nerona v Lyonu. Ta ima oznako NERO CLAUD [IUS]. CAESAR AVG [USTUS]. GERM [ANICUS]. TR [IBUNICIA]. P [ODESTATI]. IMPER [ATOR]. In že v poznem srednjem veku je bil povezan s samovoljno krutostjo in nepravičnim izvrševanjem oblasti. Z upodobitvijo roke pred prsmi in robom slike se poveča namigovanje prostora. Črna bareta na njegovih temnih kodrih in črni plašč, ki je zapeta s čipko v skladu z italijanskimi modnimi predpisi iz 15. stoletja in z ohlapno štrlečim belim ovratnikom, izdajo, da je to verjetno Benečan. Na podlagi te obleke so umetnostni zgodovinarji še preden so uspeli prepoznati upodobljenega človeka lahko ugotovili, da delo zagotovo ni moglo biti narejeno pred okoli letom 1480. To je v nasprotju z mnenjem prejšnjih umetnostnih zgodovinarjev, ki so datum izbrali okoli leta 1478.
V ozadju je jezerska pokrajina: Memling je bil eden prvih slikarjev, ki je uporabil naravno krajino za ozadje portretov (namesto tradicionalnega črnega), kar je vplivalo na poznejše renesančne umetnike, kot sta Sandro Botticelli in Pietro Perugino. Pogled v ozadje z jasnim modrim nebom, pritegne kjer jahač prečka idilično in prostrano pokrajino. Umirjena svetloba - sončni sij - združuje pokrajino in nebo na obzorju. Slika in pokrajina sta izpostavljena kot dva ločena dela. Močna svetloba, ki prihaja z leve strani, se enakomerno širi po obrazu. Svetlo-temni kontrast, zmanjšan na strog minimum, kljub temu učinkovito zajame značilnosti obraza. Senca je omejena na ozek trak vzdolž nosu, kotička očesa, lica in gube spodnje ustnice. Močna svetloba odstrani vse neenakomerne detajle in tako polepša moški precej koščen obraz. Tista, svetlo rjava tonalnost, na kratko poudarjena na ustnicah, daje obrazu močno enotnost in takoj opozori na čudovite temne oči.
Identiteta osebe ni znana. Domnevalo se je, da bi lahko bil eden izmed številnih Italijanov, ki so takrat živeli v Antwerpnu ali Bruggeu in so pogosto naročali umetnine lokalnim slikarjem. Identificirali so ga kot Bernardo Bembo ali s florentinskim umetnikom Niccolòjem di Forzore Spinellijem, ki je umrl v Lyonu, kjer je bila slika v začetku 19. stoletja. Lahko pa je Giovanni di Candida.